# الدوري الأمريكي لكرة السلة للمحترفين 1973–74
الدوري الأمريكي لكرة السلة للمحترفين 1973–74 (بالإنجليزية: 1973–74 NBA season)‏ هو موسم من إن بي أي. أقيم خلال الفترة 9 أكتوبر 1973 وحتى 12 مايو 1974، وأشرف على تنظيمه إن بي أي، وفاز فيه بوسطن سيلتكس.